# Photograph (chanson de Nickelback)
Pour les articles homonymes, voir Photograph.
Singles de Nickelback
Because of You
(2004) Animals
(2005)
Photograph est une chanson enregistrée par le groupe de rock canadien Nickelback. Il est sorti en septembre 2005, c'est le premier single de son cinquième album studio, All the Right Reasons.

## Classements hebdomadaires
| Classement (2005/2008)                    | Meilleure position |
| ----------------------------------------- | ------------------ |
| Allemagne (GfK Entertainment)             | 18                 |
| Australie (ARIA)                          | 3                  |
| Autriche (Ö3 Austria Top 40)              | 10                 |
| États-Unis (Adult Top 40)                 | 1                  |
| États-Unis (Billboard Hot 100)            | 2                  |
| États-Unis (Mainstream Rock Tracks chart) | 1                  |
| Italie (FIMI)                             | 42                 |
| Nouvelle-Zélande (RMNZ)                   | 4                  |
| Pays-Bas (Single Top 100)                 | 16                 |
| Royaume-Uni (UK Singles Chart)            | 18                 |
| Royaume-Uni (UK Rock Chart)               | 1                  |
| Suède (Sverigetopplistan)                 | 40                 |
| Suisse (Schweizer Hitparade)              | 27                 |

## Certifications
| Pays              | Certification | Unités certifiées |
| ----------------- | ------------- | ----------------- |
| Australie (ARIA)  | Or            | 35 000            |
| États-Unis (RIAA) | 2 × Platine   | 2 000 000         |
| Royaume-Uni (BPI) | Or            | 400 000           |